# 4D-кіно

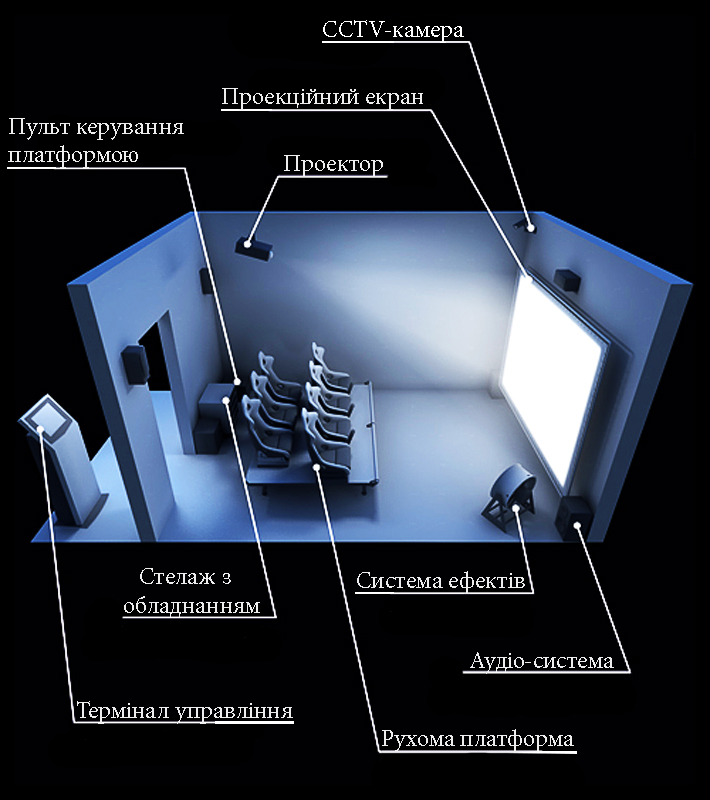
Будова 4D-кінотеатру

4D-кіно — маркетинговий термін, що описує комбінацію 3D-кіно і фізичних ефектів, синхронізованих з фільмом. Глядачі можуть відчувати рух і вібрацію сидінь, вітер, дим, бризки води, запахи. З просторовим четвертим виміром не має нічого спільного.
Так, як встановлення фізичних ефектів доволі дороге, то їх установлюють в спеціально обладнаних кінотеатрах, які переважно знаходяться в парках розваг, де перебуває велика кількість людей. Однак, деякі 3D-кінотеатри надають можливість перегляду повнометражних фільмів у 4D. Серед них, 

фільми — Подорож до центру Землі (2008) та Аватар (2009).

## Статус терміна
З одного боку, «4D-кіно» можна вважати кінематографічною системою, з іншого боку, це — атракціон. Тому, в окремих випадках (в залежності від вигоди та зручності), термін відноситься чи до першого, чи до другого, на розсуд представників окремо взятого закладу, чи виробників обладнання.

## Кінотеатр

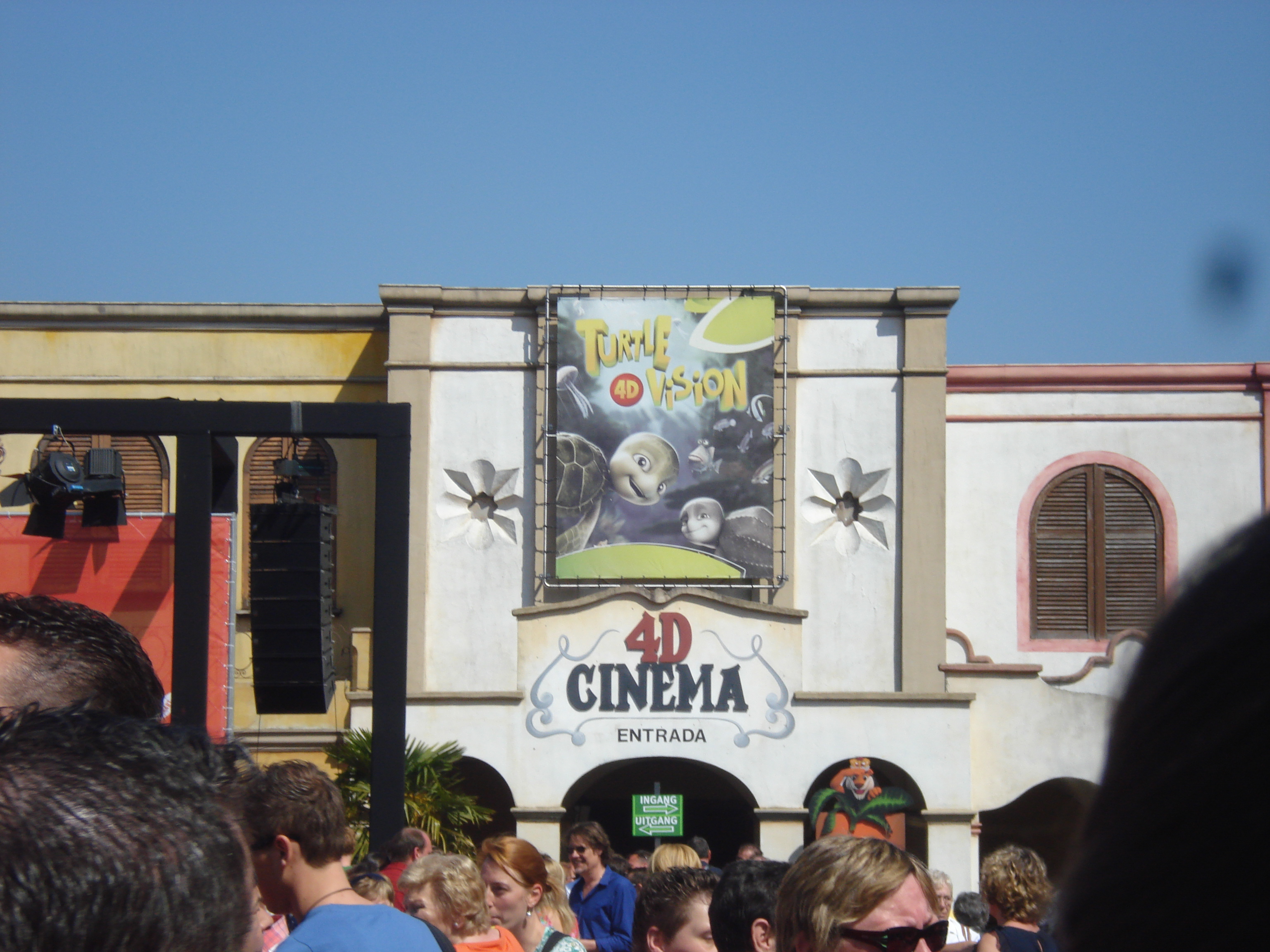
Афіша мультфільму на 4D-кінотеатрі

Являє собою вдосконалений цифровий кінотеатр, в якому використовуються спеціальні крісла з двигунами, форсунками, додатковими акустичними системами. Також в залі можуть бути встановлені окремі генератори запаху, світла та інших спецефектів.
В деяких кінотеатрах йдуть ще далі і називаючи це «5D-кіно», обґрунтовуючи це тим, що «4D» — це «3D» плюс ефекти навколишнього середовища, а динамічний рух платформ  додає вже «п'ятий вимір». Також можна зустріти термін «6D-кіно» (та інше) чи узагальнюючий «XD-кіно», що також є маркетинговим ходом.

## Фізіологія
Усі наявні кінотеатри з подібними маркетинговими назвами базуються на кіносистемах 3D. 
Залучення фільмом інших органів чуття (які, разом з інформацією від очей, створюють у мозку цілісну картину світу) забезпечило новизну і велику передачу вихідної (знятої) інформації, якою були оснащені звичайні 3D-кінотеатри.

## Фільми
Основний репертуар 4D-кінозалів складається з нетривалих фільмів (3-15 хвилин), повністю створених завдяки комп'ютерній графіці. Характерною особливістю таких фільмів є те, що більша частина з них, зняті одним кадром, від першого лиця. Частіше всього такі фільми називають райдами і ділять на декілька розповсюджених жанрів.

## Кіно «з запахом»
Ароматизація залу також є 4D-ефектом. Одним з перших фільмів, що передає запахи, в 2011 році став фільм «Діти шпигунів 4D», де роль 4D виконував Аромаскоп — картка, оброблена маслами з запахом. В певний момент на екрані з'являлась цифра, і глядачі повинні були потерти ту ж саму цифру на своїй карточці. Ця технологія називається Scratch and sniff, яку вже використовували раніше під назвами AromaRama та Odorama.